# Kafr Qāsim
Kafr Qāsim (hebreiska: כפר קסם) är en ort i Israel.   Den ligger i distriktet Centrala distriktet, i den norra delen av landet. Kafr Qāsim ligger 136 meter över havet och antalet invånare är 17 303.
Terrängen runt Kafr Qāsim är platt åt nordväst, men åt sydost är den kuperad. Terrängen runt Kafr Qāsim sluttar brant västerut. Runt Kafr Qāsim är det tätbefolkat, med 308 invånare per kvadratkilometer. Närmaste större samhälle är Petaẖ Tiqwa, 8,9 km väster om Kafr Qāsim. Trakten runt Kafr Qāsim består till största delen av jordbruksmark.